# CTE Bertioga (D-21)
CTE Bertioga (D-21) (ex- USS Pennewill (DE-175), Classe Cannon) foi um navio de guerra tipo contratorpedeiro da Classe Bertioga da Marinha do Brasil.
Foi o terceiro navio da Marinha do Brasil a ostentar esse nome em homenagem ao Canal de Bertioga, que separa a Ilha de Santo Amaro do continente, no litoral de São Paulo.
O Bertioga foi construído pelo estaleiro Federal Shipbuilding and Drydock Company, em Newark, New Jersey, Estados Unidos. Foi transferido por empréstimo e incorporado a Marinha do Brasil em 1 de agosto de 1944, na Base Naval de Natal, no Rio Grande do Norte, recebendo o indicativo de casco Be 1. Naquela ocasião, assumiu o comando, o Capitão-de-Corveta José Pereira da Cotta Filho.